# ماها شاکتیشالی
ماها شاکتیشالی (به هندی: Maha Shaktishaali) فیلمی محصول سال ۱۹۹۴ و به کارگردانی کی. پاپو است. در این فیلم بازیگرانی همچون درمندرا، عایشا جولکا، آمریش پوری، انوپم کهیر، گلشن گروور، آلوک نات ایفای نقش کرده‌اند.